# Szent apostolok fatemplom (Poganesd)
A poganesdi Szent apostolok fatemplom műemlékké nyilvánított épület Romániában, Hunyad megyében. A romániai műemlékek jegyzékében a  HD-II-m-B-03415 sorszámon szerepel.